# Магомедов, Магомед Хадисович
Магомед Хадисович (иногда ошибочно Хайбулаевич) Магомедов (род. 21 декабря 1991, Махачкала) — российский самбист, трёхкратный чемпион России и мира, двукратный чемпион Европы по боевому самбо, Заслуженный мастер спорта России.

## Карьера
Выступает во второй средней весовой категории (до 90 кг). Представляет клуб «Самбо-70» (Москва). Тренировался под руководством Николая Елесина, Камила Гаджиева и М. Абдулазизова. Выпускник ГЦОЛИФКа. В 2015 году выполнил норматив мастера спорта России. В 2019 году ему было присвоено звание мастера спорта России международного класса, а в декабре 2021 года — звание Заслуженного мастера спорта России.

## Спортивные результаты
Чемпионаты мира
- Чемпионат мира по самбо 2018 — ;
- Чемпионат мира по самбо 2019 — ;
- Чемпионат мира по самбо 2021 — .

Чемпионаты Европы
- Чемпионат Европы по самбо 2013 — ;
- Чемпионат Европы по самбо 2015 — .

Кубки мира
- Кубок мира по боевому самбо 2013[9] — .

Чемпионаты России
- Чемпионат России по боевому самбо 2012 — ;
- Чемпионат России по боевому самбо 2013 — ;
- Чемпионат России по боевому самбо 2014 — ;
- Чемпионат России по боевому самбо 2015 — ;
- Чемпионат России по самбо 2018 — ;
- Чемпионат России по самбо 2019 — ;
- Чемпионат России по самбо 2020 — ;
- Чемпионат России по самбо 2021 — .
- Чемпионат России по самбо 2024 — ;

Кубок России
- Кубок России по боевому самбо 2013[10] — .
- Кубок России по самбо 2023 — ;
- Кубок России по самбо 2024 — ;